# Apomecyna scorteccii
Apomecyna scorteccii là một loài bọ cánh cứng trong họ Cerambycidae.